# Cinque Terre Sciacchetrà
Il Cinque Terre Sciacchetrà è un vino DOC la cui produzione è consentita in alcuni comuni della provincia della Spezia.

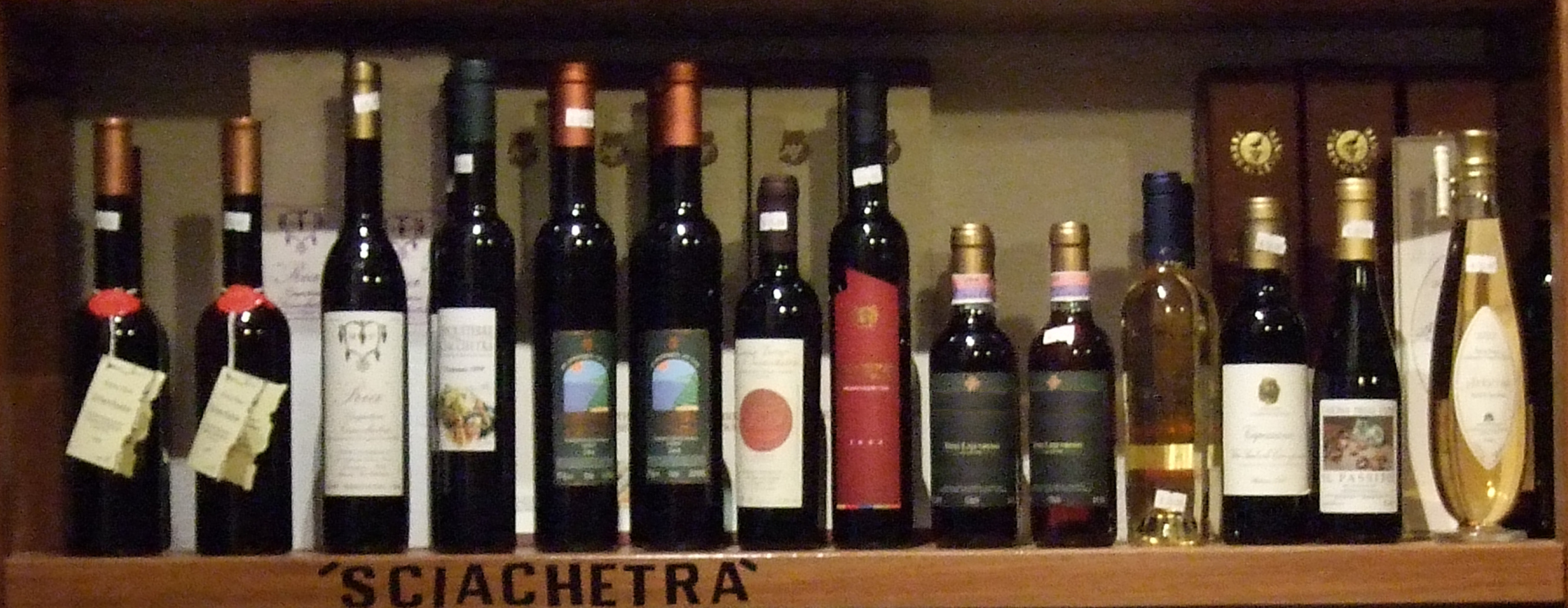
Bottiglie di Cinque Terre Sciacchetrà in una vineria

A proposito del nome vi è qualche incertezza fra «Sciachetrà» e «Sciacchetrà»; il secondo termine è però quello trascritto nell'attuale disciplinare e nell'intestazione del «Consorzio dello Sciacchetrà».
Si tratta di un vino passito  prodotto nelle Cinque Terre da uve che provengono dai celebri terrazzamenti. Oltre a vantare una storia millenaria  e ad essere conosciuto e apprezzato in tutto il mondo, ha ottenuto la Denominazione di Origine Controllata, inoltre negli ultimi anni è stato riconosciuto come presidio Slow Food.
Il termine "Sciacchetrà" (o Sciachetrà), con cui  è commercializzato e ormai ovunque conosciuto, è attestato soltanto verso la fine dell'Ottocento. Pare che uno dei primi a utilizzarlo sia stato il pittore macchiaiolo Telemaco Signorini, il quale, nel suo scritto di memorie Riomaggiore, ricordando le tante estati trascorse nel borgo delle Cinque Terre, afferma che «in settembre, dopo la vendemmia, si stendono le migliori uve al sole per ottenere lo sciaccatras».

## Etimologia
Il vocabolo deriva dal verbo in lingua ligure sciacâ, reso sostantivo e declinato in sciachetrâ, utilizzato per indicare l'operazione di pigiatura dell'uva, oppure dall’unione del primo con la congiunzione e ed il verbo trâ (prendere, trarre).

## Zona di produzione
Vedi: Cinque Terre DOC

## Vitigni con cui è consentito produrlo
- Bosco minimo 40%
- Albarola massimo 40%
- Vermentino massimo 40%
- altri vitigni a bacca bianca idonei alla coltivazione per la regione Liguria fino ad un massimo del 20%[1]

Si tende comunque a preferire l'uva Bosco in quanto la buccia dei suoi acini è più resistente e quindi si presta meglio all'appassimento senza rompersi.

## Tecniche di produzione
Densità minima 6 250 ceppi/ha.
È vietata ogni pratica di forzatura, ma è consentita l'irrigazione di soccorso.
Il vino deve essere ottenuto da uve appassite dopo la raccolta fino a raggiungere un grado zuccherino corrispondente a 17º di alcol potenziale.
Le uve appassite non possono essere vinificate prima del 1º novembre dell'anno di vendemmia.
È richiesto un invecchiamento fino al 1º novembre dell'anno successivo alla vendemmia.
Tutte le operazioni di appassimento dell'uva, vinificazione ed invecchiamento debbono essere effettuate nella zona prevista per la DOC.

## Caratteristiche organolettiche
- colore: giallo dorato con riflessi ambrati, di bella vivacità;
- profumo: intenso di vino passito, caratteristico profumo di miele, piacevole;
- sapore: da dolce ad abboccato, armonico, di buona struttura e di buon corpo, piacevole e lungo in bocca con retrogusto mandorlato;
- acidità totale minima: 5,0 g/l;
- acidità volatile massima: 30 meq/l.[1]

## Informazioni sulla zona geografica
Vedi: Cinque Terre DOC

## Storia
Vedi: Cinque Terre DOC
Precedentemente all'attuale disciplinare questa DOC era stata:
- Approvata con D.P.R. 29.05.1973 G.U. 217 - 23.08.1973
- Modificata con DM 14.10.1989 G.U. 255 - 31.10.1989
- Modificata con DM 06.09.1999 G.U. 219 - 17.09.1999
- Modificata con DM 07.03.2000 G.U. 76 - 31.03.2000
- Modificata con DM 12.10.2007 G.U. 246 - 22.10.2007
- Modificata con DM 22.04.2008 G.U. 117 - 20.05.2008
- Modificata con DM 20.10.2009 G.U. 252 - 29.10.2009

Il precedente disciplinare del 1973 prevedeva:
- resa_uva=9,0 t
- resa_vino=35,0%
- titolo_uva=17,0%
- titolo_vino=17,0%
- estratto_secco=22,0 g/l
- vitigno:
  - Bosco: 60.0% - 100.0%
  - Albarola e Vermentino
- Caratteristiche organolettiche
  - colore: da giallo dorato a giallo ambrato
  - odore: gradevolmente profumato
  - sapore: da dolce a quasi secco, gradevole[4]

## Abbinamenti consigliati
Può essere abbinato ai formaggi o al dolce.

## Produzione
Provincia, stagione, volume in ettolitri